# فكتور راسموسن
فكتور راسموسن (بالدنماركية: Viktor Rasmussen)‏ هو لاعب جمباز فني دنماركي، ولد في 10 يناير 1882 في كوبنهاغن في الدنمارك، وتوفي بنفس المكان في 1 مايو 1956.

## وصلات خارجية
- فكتور راسموسن على موقع أوليمبيديا (الإنجليزية)